# Jaspergods
Jaspergods (engelska: jasperware) är en fin, nästan genomskinlig porslinsmassa, som lätt kan formas. Den uppfanns omkring 1774 av Josiah Wedgwood och består till upp till 50 procent av bariumsulfat.
Den är även väl lämpad för infärgning och färgas delvis in i andra kulörer som kontrasterar mot den vita porslinsmassan. Jasperware-tillverkningen nådde sin fulländning i Wedgwoodfabrikens tillverkning.
Godsets namn kommer från jaspis.